# Jaton
Jaton is een geslacht van weekdieren uit de klasse van de Gastropoda (slakken).

## Soorten
- Jaton decussatus (Gmelin, 1791)
- Jaton dufrenoyi (Grateloup, 1845) †
- Jaton flavidus (Jousseaume, 1874)
- Jaton hemitripterus (Lamarck, 1816)
- Jaton sinespina Vermeij & Houart, 1996
- Jaton sowerbyi (Michelotti, 1841) †